# Zgornja Sveča
Zgornja Sveča je razloženo naselje v Občini Majšperk. Nastalo je leta 1974 z razdelitvijo naselja Sveča na ločeni naselji Spodnja Sveča in Zgornja Sveča. Leta 2015 je imelo 65 prebivalcev. Leži v dolini potoka Skralška ob regionalni cesti Majšperk - Rogatec. V dolini so predvsem njive in travnik, na pobočjih pa je gozd.